# Stav
Stav è un'arte marziale norvegese insegnata da Ivar Hafskjold. Essa utilizza runes e mitologia nordica, venendo insegnata sulla base della tradizione orale che egli sostiene sia stata preservata nella sua famiglia.
Negli anni 1990, Ivar Hafskjold assunse quattro apprendisti personali e studenti; Shaun Brassfield-Thorpe, Kolbjorn Märtens, David Watkinson e Graham Butcher. Tutti i contemporanei insegnanti di Stav derivano dalla linea di insegnamento diretta di Ivar Hafskjold e/o da uno dei suoi primi quattro allievi, ognuno dei quali è riconosciuto come maestro.
Stav ricorda il T'ai chi, con gli allievi che iniziano con posizioni ritualizzate simili alle sedici rune del Younger Futhark.